# La Valise rouge
Pour plus de détails, voir Fiche technique et Distribution.
La Valise rouge est un court métrage réalisé par Cyrus Neshvad en 2022. Le film a été sélectionné dans de nombreux festivals d'importance, dont plus de dix qui sélectionnent pour les Oscars. Il a été nommé lors de la 95e cérémonie des Oscars dans la catégorie du meilleur court métrage en prises de vues réelles.,,

## Synopsis
Ariane, une jeune Iranienne voilée de 16 ans, arrive à l'aéroport de Luxembourg. Étonnamment, elle hésite à saisir sa valise rouge sur le tapis roulant. Des douaniers sont méfiants et l’obligent à ouvrir sa valise, mais n’y trouvent que les œuvres personnelles de la jeune femme, preuve de son talent. La raison pour laquelle Ariane est si terrifiée, c’est que son père a arrangé un mariage avec un homme beaucoup plus vieux qu’elle, qui l’attend à la sortie avec un bouquet de fleurs. S’ensuit un déploiement de stratagèmes émanant de la jeune femme, afin d’échapper à son destin d’oppression.

## Autour du film
- Le film a été tourné en six jours à l'aéroport du Luxembourg[4], afin de filmer un lieu qui d’habitude est associé à l’envol et à la libération, alors que pour le personnage principal, cela résonne comme une prison extérieure et intérieure[5],[6].
- Dans une interview avec No Film School, Neshvad explique qu'il a eu l’envie d’écrire sur ce sujet après avoir discuté avec sa mère iranienne à propos des femmes qui disparaissent en Iran[7].
- Mais le film ne s'arrête pas à l’oppression des femmes iraniennes, et entend généraliser le propos : le co-scénariste français Guillaume Levil a suggéré de placer des publicités sexualisées partout dans l’aéroport, afin de rappeler que l'Occident aussi, même si le problème est différent, peut être critiqué dans certains cas par rapport à l’exploitation des femmes et de leur image[8].